# Archer Grand Prix
L'Archer Grand Prix era una corsa in linea maschile di ciclismo su strada che si disputò nel sud del Regno Unito dal 1956 al 2007. Nel 2005 fu inserito nel calendario dell'UCI Europe Tour come evento di classe 1.2.

## Storia
Corso per la prima volta nel 1956, l'Archer Grand Prix fu organizzato per cinquantadue edizioni dall'Archer Road Club, prima da Stuart Benstead poi Stuart Cook, nelle ultime due edizioni.
Nella maggior parte delle dizioni fu organizzata lungo le Chiltern Hills, mentre nelle ultime edizioni il percorso prevedeva due circuiti, rispettivamente lungo le Whiteleaf Hill e la Hughenden Valley e un breve circuito finale lungo le Winchmoor Hill.
Riservata per lungo tempo alla categoria dilettanti, solo nel 2005 fu classificata come evento 1.2 e inserita nel calendario dell'UCI Europe Tour. Tornata ad essere evento nazionale per le due successive edizioni, non è poi più stata organizzata per via di motivi politici ed economici.

## Albo d'oro
Aggiornato all'edizione 2007.
| Anno | Vincitore        | Secondo          | Terzo          |
| ---- | ---------------- | ---------------- | -------------- |
| 1999 | Chris Walker     | Matthew Stephens | Julian Winn    |
| 2000 | Roger Hammond    | David McCann     | Huw Pritchard  |
| 2001 | Gordon McCauley  | Antony Malarzcyk | Tommy Evans    |
| 2002 | Gordon McCauley  | Kevin Dawson     | John Tanner    |
| 2003 | David O'Loughlin | Chris Newton     | John Tanner    |
| 2004 | Julian Winn      | John Tanner      | Jonathan Dayus |
| 2005 | John Tanner      | Kevin Dawson     | Jonathan Dayus |
| 2006 | Mariusz Wiesiak  | Malcolm Elliott  | Robin Sharman  |
| 2007 | Simon Gaywood    | Matthew Talbot   | Andrew Roche   |